# パウロ・ディアス・デ・ノヴァイス
パウロ・ディアス・デ・ノヴァイス（Paulo Dias de Novais、1510年 - 1589年）とは王族である貴族であり、16世紀ポルトガルのアフリカ植民者にして初代アンゴラ総督である。彼は探検家バルトロメウ・ディアスの孫だった。
ノヴァイスは1575年2月20日に現在のアンゴラに相当する地に到達した。カンバンベに期待されていた有名な銀鉱脈にひきつけられ、彼はルアンダ島近くのサン・パウロに定着した。